# Krkonošsko-jizerský pluton
Krkonošsko-jizerský pluton, též zvaný krkonošsko-jizerský složený pluton, nebo krkonošsko-jizerský plutonický komplex, je soubor granitoidních (žulových) hornin nacházející se na česko-polské hranici v oblasti Jizerských hor a Krkonoš. Zaujímá plochu přibližně 1100 km². Nachází se zde několik typů žul, z nichž převládající jsou porfyrické typy s vyrostlicemi draselných živců. Některé typy, zejména například liberecká žula, se hojně používají k dekorativním účelům.

## Vznik
Žuly krkonošsko-jizerského plutonu vznikly utuhnutím magmatu v hloubce Země (udává se hloubka cca 5–7 km). Intruze granitoidních magmat probíhaly během variského vrásnění v období karbonu před cca. 330 až 310 miliony let. Několik po sobě jdoucích intruzí vytvořilo klenbovitou strukturu, kde mladší magma pronikalo vždy dovnitř staršího, takže na okrajích plutonu se nachází starší horniny a uvnitř mladší. Jednotlivé typy žul, odpovídající jednotlivým intruzím, jsou od nejstarší po nejmladší: tanvaldská, liberecká, jizerská, harachovská a krkonošská.